# Merina Gris
Merina Gris est un groupe espagnol de pop, originaire du Pays basque espagnol. Ils jouent de manière anonyme et donnent leurs concerts masqués. Ils n'ont jamais révélé les noms de famille de leurs membres.

## Histoire
Julen et Paskal se rencontrent en 2016 et, voyant qu'ils avaient besoin d'une chanteuse, Sara rejoint le groupe. Ils enregistrent leur première chanson, Besteeke zer, pendant le confinement total causé par la pandémie de Covid-19. Ils réalisent également un clip vidéo. En 2022, ils sortent un EP, Gureak ez zirenek, et l'album Zerua orain qui comprend le morceau Don't Stay Under the Skin.
En 2025, ils sortent l'album Zuloa, accompagné d'un long clip vidéo. Jouant avec l'idée du vide, ils explorent les concepts de fosse, de crevasse, de forteresse, de creux et de trou.

## Discographie

### Albums studio
- 2022 : Gureak ez zirenak (EP, Airaka)[4]
- 2022 : Zerua orain (Airaka)[5]
- 2025 : Zuloa (album studio, Sonido Muchacho)[6]